# Zalujanî, Ohtîrka
Zalujanî (în ucraineană Залужани) este un sat în orașul regional Ohtîrka din regiunea Sumî, Ucraina.

## Demografie
Componența lingvistică a localității Zalujanî
     Ucraineană (100%)
Conform recensământului din 2001, toată populația localității Zalujanî era vorbitoare de ucraineană (100%).